# للنبدريغ (ويلز)
للنبدريغ (ويلز) (بالإنجليزية: Llanbadrig)‏ هي منطقة سكنية تقع في المملكة المتحدة في . يقدر عدد سكانها بـ 1,392 نسمة .